# Клеймёнова, Лариса Николаевна
Лари́са Никола́евна Клеймёнова (род. 6 августа 1981, Курск) — российская легкоатлетка, специалистка по бегу на средние и длинные дистанции, марафону и сверхмарафону. Выступала на профессиональном уровне с 2000-х и 2010-х годах, чемпионка России по бегу на 100 км, победительница и призёрка ряда крупных всероссийских стартов, в составе российской сборной победительница чемпионата мира и Европы по бегу на 100 км в командном зачёте. Представляла Курскую область. Мастер спорта России международного класса.

## Биография
Лариса Клеймёнова родилась 6 августа 1981 года, уроженка Курска. В детстве в течение 10 лет занималась дзюдо, выполнила норматив мастера спорта, затем перешла в лёгкую атлетику — проходила подготовку под руководством А. Н. Жиляевой и В. О. Шаева.
В 2006 году в беге на 5000 метров финишировала седьмой на Кубке России в Туле.
Первого серьёзного успеха на всероссийском уровне добилась в сезоне 2007 года, когда на чемпионате России по бегу на 50 км в Пущино выиграла бронзовую медаль, уступив только Евгении Даниловой и Нине Поднебесновой.
В 2008 году одержала победу на чемпионате России по бегу на 100 км в помещении в Москве, прошедшем в рамках VIII сверхмарафона «Ночь Москвы» — Кубка Пассаторе по 6-часовому бегу. Позднее превзошла всех соперниц на марафоне «Курский соловей».
В 2011 году в составе российской сборной заняла 19-е место на чемпионате мира и Европы по бегу на 100 км в нидерландском Винсхотене, вместе с соотечественницами выиграла женский командный зачёт.
В 2013 году в эстафете 4×1500 метров стала четвёртой на чемпионате России по эстафетному бегу в Адлере.
В 2014 году с командой Курской области завоевала бронзовую награду в эстафете 4×1500 метров на эстафетном чемпионате России в Адлере. Участвовала в эстафете олимпийского огня в Курске.
В 2015 году вместе с другими курскими бегуньями взяла бронзу в эстафете 4×1500 метров на эстафетном чемпионате России в Адлере, однако провалила сделанный здесь допинг-тест — в итоге результат команды аннулировали, а Клеймёнову отстранили от участия в соревнованиях на 4 года.
Несмотря на отстранение, в 2016 году приняла участие в Кроссе нации в Курске, за что получила ещё 4 года дисквалификации.
За выдающиеся спортивные результаты удостоена почётного звания «Мастер спорта России международного класса».
Впоследствии служила в Росгвардии, инструктор физической подготовки бойцов ОМОНа.